# 24 febbraio 1967
24 febbraio 1967 è il diciassettesimo album in studio del cantautore italiano Gigi D'Alessio, pubblicato il 24 febbraio 2017.

## Descrizione
Il disco contiene 10 inediti ed una cover, L'immensità, uscita, tra l'altro, come singolo il 9 febbraio 2017, insieme a La prima stella, entrambi i brani portati al Festival di Sanremo 2017.

## Tracce
Testi e musiche di Gigi D'Alessio, eccetto dove indicato.
1. T'innamori e poi – 4:13
2. Benvenuto amore – 3:33
3. Ciao – 3:45
4. No – 3:54
5. La prima stella – 4:06
6. L'immensità – 3:17 (Don Backy, Mogol, Mariano Detto)
7. Mi chica bomba – 3:38
8. Sei – 3:26
9. Emozione senza fine – 4:00
10. L'estate con te – 3:41
11. Pecchè – 3:41

## Classifiche
| Classifica (2017) | Posizione massima |
| ----------------- | ----------------- |
| Belgio (Vallonia) | 116               |
| Italia            | 3                 |
| Svizzera          | 47                |